# Гэйган Харт, Тео
Тео Гэйган Харт (англ. Tao Geoghegan Hart; род. 30 марта 1995 в Хакни, Лондон, Великобритания) — британский профессиональный  шоссейный велогонщик, выступающий за команду мирового тура «Team Sky». Победитель Джиро д’Италия 2020 (в генеральной и молодёжной классификациях).

## Достижения
2013
1-й  Джиро делла Луниджана (юниоры) - Генеральная классификация
1-й  - Очковая классификация
1-й  - Горная классификация
1-й - Этап 1
1-й  Тур Истрии (юниоры) - Генеральная классификация
1-й - Этап 2
3-й - Париж — Рубе Юниоры
3-й - Чемпионат Великобритании - Групповая гонка (юниоры)
5-й - Велогонка Мира Юниоры - Генеральная классификация
2014
3-й - Льеж — Бастонь — Льеж U23
10-й - Тур де л’Авенир - Генеральная классификация
2015
3-й - Льеж — Бастонь — Льеж U23
3-й - Чемпионат Великобритании - Индивидуальная гонка (U23)
7-й - USA Pro Cycling Challenge - Генеральная классификация
1-й  - Молодёжная классификация
8-й - Тур Гила - Генеральная классификация
9-й - Beaumont Trophy
2016
Чемпионат Великобритании 
1-й  Чемпион Великобритании - Групповая гонка (U23)
2-й - Чемпионат Великобритании - Индивидуальная гонка (U23)
1-й - Trofeo PIVA (U23)
2-й - Tour de Savoie Mont Blanc - Генеральная классификация
1-й - Этап 5
5-й - Велогонка Мира U23 - Генеральная классификация
6-й - Тур Гила - Генеральная классификация
1-й  - Молодёжная классификация
6-й - Тур де л’Авенир - Генеральная классификация
6-й - Вольта Алентежу - Генеральная классификация
9-й - Чемпионат Европы - Индивидуальная гонка (U23)
10-й - Руота де Оро
2017
4-й - Чемпионат Великобритании - Индивидуальная гонка
4-й - Trofeo Serra de Tramuntana
8-й - Тур Калифорнии - Генеральная классификация
8-й - Тур Йоркшира - Генеральная классификация
2020
Джиро д’Италия
1-й -  Генеральная классификация
1-й -  Молодёжная классификация
1-й - Этапы 15 и 20